# Draba
Draba (Draba) er en slægt med ca. 350 arter, som er udbredt i de artiske, alpine og tempererede egne på den nordlige halvkugle (dog med ca. 70 arter i Sydamerika og 48 arter i Kina). Det er flerårige eller sjældnere: én- eller toårige urter med oprette eller opstigende (af og til krybende) stængler. Grundstillede blade er ofte rosetstillede, hele med hel eller tandet (eventuelt lappet) rand. Stængelblade er spredtstillede med hel eller tandet rand. Ofte mangler stængelblade dog helt. Blomsterne er regelmæssige og 4-tallige med gule, hvide, lyserøde, violette, orangerøde (sjældent: helt røde) kronblade. Frugterne er ovale til elliptiske eller aflange skulper med afrundede, men flade frø.
| Beskrevne arter |

- Alpedraba (Draba alpina)
- Pudedraba (Draba bellii)
- Fjelddraba (Draba fladnizensis)
- Glatskulpet draba (Draba daurica)
- Hvidgrå draba (Draba incana)
- Lapmarksdraba (Draba lactea)
- Murdraba (Draba muralis)
- Norsk draba (Draba norvegica)
- Snedraba (Draba nivalis)
- Soldraba (Draba aurea)
- Stivbladet draba (Draba aizoides)
- Tykbladet draba (Draba crassifolia)
- Vårgæslingeblomst (Draba verna)

| Andre arter |

| - Draba arctica - Draba argyrea - Draba asterophora - Draba borealis - Draba bruniifolia - Draba burkei - Draba corymbosa - Draba cuneifolia - Draba cuspidata - Draba glabella | - Draba haynaldii - Draba helleriana - Draba incerta - Draba lacaitae - Draba lasiocarpa - Draba mollissima - Draba nemorosa - Draba palanderiana - Draba paucifructa - Draba platycarpa | - Draba polytricha - Draba ramosissima - Draba rectifructa - Draba reptans - Draba rigida - Draba sibirica - Draba sphaerocarpa - Draba subamplexicaulis |